# Devil in a Blue Dress
Devil in a Blue Dress (Brasil: O diabo veste azul / Portugal: Um demónio vestido de azul) é um filme estadunidense de 1995, do gênero policial em estilo noir, dirigido por Carl Franklin, com roteiro baseado em livro de 1990 de Walter Mosley.

## Sinopse
Em 1948, o afro-estadunidense do Texas e veterano da II Guerra Mundial "Easy" Rawlins foi demitido de seu emprego de mecânico em Los Angeles. Respeitado na comunidade negra por ser um dos poucos que é proprietário (de uma casa), ele na verdade está preocupado com a hipoteca e encontra-se ansioso por conseguir logo outra ocupação. O amigo barman Joppy, que sabe da situação de Easy, lhe apresenta o branco DeWitt Albright. Este lhe oferece dinheiro em pagamento a um serviço: localizar uma mulher branca desaparecida, namorada de um político que concorre às eleições de Prefeito, e que foi vista pela última vez em bares frequentados por negros. "Easy" não confia em Albright, mas aceita o serviço.
À noite, ele vai a um bar perguntar pela mulher. Uma amiga sua, Coretta, diz que sabe onde Daphne (a procurada) está morando. Easy repassa o endereço a Albright, mas o endereço é falso. No dia seguinte Coretta aparece morta. Ela é só a primeira assassinada, sendo que a polícia começa a perseguir Easy como principal suspeito dos crimes. Easy percebe que alguém quer lhe incriminar e resolve contra-atacar: chama um amigo seu do Texas, o pistoleiro psicótico Mouse Alexander, e o usa como proteção enquanto ele passa a investigar a fundo os detalhes do caso.

## Elenco
- Denzel Washington…Ezekiel "Easy" Rawlins
- Tom Sizemore…DeWitt Albright
- Jennifer Beals…Daphne Monet
- Don Cheadle…Mouse Alexander
- Maury Chaykin…Matthew Terell
- Terry Kinney…Todd Carter
- Mel Winkler…Joppy
- Albert Hall…Degan Odell
- Lisa Nicole Carson…Coretta James
- Jernard Burks…Dupree Brouchard
- David Wolos-Fonteno…Junior Fornay
- John Roselius…Detetive Mason
- Beau Starr…Detetive Jack Mille
- Steven Randazzo…Benny Giacomo
- Scott Lincoln…Richard McGee
- L. Scott Caldwell…Hattie May Parsons
- Barry Shabaka Henley…Cortador de árvores

## Trilha sonora
A canção original é de Elmer Bernstein. O CD incluia quatorze faixas, três de autoria de Bernstein.
1. West Side Baby - T-Bone Walker
2. Ain't Nobody's Business - Jimmy Witherspoon
3. Hy-Ah-Su - Duke Ellington
4. Hop Skip And Jump - Roy Milton
5. Good Rockin' Tonight - Wynonie Harris
6. Blues After Hours - Pee Wee Crayton
7. I Can't Go On Without You - Bull Moose Jackson
8. 'Round Midnight - Thelonious Monk
9. Chicken Shack Boogie - Amos Milburn
10. Messin' Around - Memphis Slim
11. Chica Boo - Lloyd Glenn
12. Theme From 'Devil In A Blue Dress' - Elmer Bernstein
13. Malibu Chase - Elmer Bernstein
14. End Credits - Elmer Bernstein

## Premiação
- Venceu como melhor ator coadjuvante (Don Cheadle) o Prêmio do LAFCA (Los Angeles Film Critics Association Awards); 1995.
- Ganhou o Prêmio do NSFC (National Society of Film Critics):melhor fotografia (Tak Fujimoto) e melhor ator coadjuvante (Don Cheadle); 1996.